# 哈爾施塔特湖
47°34′43″N 13°39′38″E / 47.57861°N 13.66056°E

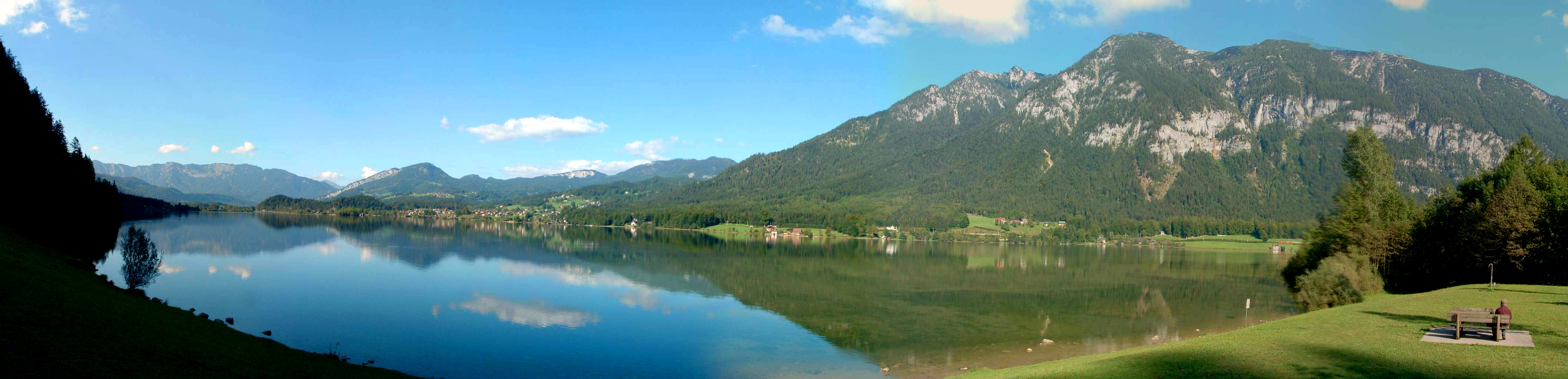

哈爾施塔特湖是奧地利的湖泊，位於上奧地利州薩爾茨卡默古特度假區，14個湖泊中最富靈性的觀光勝地。長5.9公里、寬2.3公里，面積8.55平方公里，海拔高度508公尺，最大水深125公尺，是水肺潛水的熱門地點。
清晨的湖面不時籠罩著一層薄霧，偶然撐來一葉扁舟，激起的波瀾在平靜的湖面劃出無數漣漪；傍晚的湖岸更是迷人，紅樹黃葉漫山遍野，天鵝水鴨浮游覓食，還有岸邊花團錦蔟的咖啡屋，都成為最靚麗的一道風景線。
哈爾施塔特每年6月還要舉行基督聖體遊行，由於市區道路十分狹窄，所以通常泛舟湖上舉行彌撒。裝飾著花卉的運鹽船上設有祭壇，還有主教、輔祭人員和唱詩班，船上掛著教會旗幟，上面織有穿著各式各樣傳統服裝的人們。